# خوان البرتو استرادا
خوان البرتو استرادا (انگلیسی: Juan Alberto Estrada; ۲۸ اکتبر ۱۹۱۲ – ۲۸ مهٔ ۱۹۸۵) بازیکن فوتبال اهل آرژانتین بود.
از باشگاه‌هایی که در آن بازی کرده‌است می‌توان به باشگاه فوتبال بوکا جونیورز، باشگاه فوتبال اتلتیکو هوراکان، و باشگاه ورزشی دفنسور اشاره کرد.
وی همچنین در تیم ملی فوتبال آرژانتین بازی کرده‌است.